# 建設業振興基金
一般財団法人 建設業振興基金（けんせつぎょうしんこうききん）は、建設産業の近代化・合理化を推進し、建設産業の振興を図ることを目的として、官民の出捐をもとに設立された団体。元国土交通省所管。

## 概要

### 主な事業

#### 経営支援
- 建設産業のための債務保証・助成等の金融支援。
- 建設産業全体の生産性向上を図るため、建設生産に関わる様々な企業間の情報をネットワークを利用して交換するための仕組み（CI-NET）の構築[1]。
- 地域建設産業 生産性向上・事業継続支援事業。

#### 人材育成支援
- 建設キャリアアップシステム（CCUS）の運営[2]。
- 建設産業人材確保・育成推進協議会の運営。
- 建設労働者育成支援事業（厚生労働省受託事業）。

#### 検定・講習
- 建設業法第27条の規定に基づき、指定試験機関として建築施工管理技術検定、電気工事施工管理技術検定の実施[3]。
- 国土交通大臣の登録講習実施機関として監理技術者講習の実施[4]。
- 建設業法施行規則第18条の3に基づく登録経理試験として建設業経理士検定試験(1級、2級)の実施[5]。

## 組織

### 管理部門
- 総務部
- 企画広報部
- 経理部

### 事業部門
- 金融・経理支援センター
  - 金融支援担当
  - 経理研究・試験担当
- 経営基盤整備支援センター
  - 経営改善支援担当
  - 人材育成支援担当
  - 建設労働者育成支援担当
  - 情報化推進支援担当
- 建設キャリアアップシステム事業本部
- 試験研修本部
  - 試験管理・講習部
  - 建築試験部
  - 電気試験部

## 委員会・研究会
- 建設業経理研究会
- 建設生産システム合理化推進協議会
- 建設産業人材確保・育成推進協議会